# Моят живот с Че
„Моят живот с Че“ (на испански: Mi vida con el Che) е книга за аржентинския революционер Ернесто Че Гевара, написана от първата му съпруга, перуанката Илда Гадеа. Запознават се в Гватемала, женят се, развеждат се и остават в Куба.
Книгата излиза от печат за пръв път през 1972 г. под заглавието „Че Гевара: решителните години“ (Che Guevara: los años decisivos). Преиздадена е със сегашното си заглавие в Перу през 2005 г.
В книгата се разказва за тяхната среща през декември 1953 г., когато Ернесто току-що е завършил своите пътешествия на мотоциклет из Латинска Америка, описани в книгата му „Мотоциклетни дневници“. В началото те са само приятели и обсъждат теми от политиката, поезията и философията. Според Илда Гадеа точно тези години, прекарани в Гватемала, променят романтика и идеалиста Че в революционера Че. Именно тя е тази, която го запознава с Фидел Кастро и Раул Кастро.